# Mastaba nr 3504
Mastaba nr 3504 – mastaba mieszcząca się w Sakkarze, pochodząca z okresu panowania I dynastii. Została odkryta w lutym 1953 roku przez Waltera Bryana Emery’ego.

## Architektura i historia
Centralna komora grobowca została wykopana na głębokość 3,1 m; prawdopodobnie została wyłożona drewnem, odkryto w niej szkielety dwóch gazeli. Pozostałe komory miały głębokość około 2 metrów.
Zewnętrzna część mastaby była zbudowana z wapienia, a podczas dalszych odkryć grobowca znaleziono m.in. kości około 26-letniego człowieka, pozostałości po drewnianych meblach, sandały oraz narzędzia wykonane z miedzi. Budynek był otoczony murem o grubości 95 cm.
Grobowiec uległ pożarowi, jednak został odbudowany podczas panowania faraona Ka’a.